# Gornja Vrba
Gornja Vrba je općina u Hrvatskoj. Nalazi se u Brodsko-posavskoj županiji.

## Stanovništvo
Po popisu stanovništva iz 2001. godine, općina Gornja Vrba imala je 2559 stanovnika, raspoređenih u 2 naselja:
- Donja Vrba – 745
- Gornja Vrba – 1814

### Etnički sastav
- Hrvati 2521
- Albanci 11
- Srbi 5
- ostali 22

| broj stanovnika | 648   | 714   | 667   | 753   | 784   | 806   | 774   | 892   | 1033  | 1191  | 1467  | 1741  | 1933  | 1991  | 2559  | 2512  | 2168  |
|                 | 1857. | 1869. | 1880. | 1890. | 1900. | 1910. | 1921. | 1931. | 1948. | 1953. | 1961. | 1971. | 1981. | 1991. | 2001. | 2011. | 2021. |

| broj stanovnika | 279   |       |       | 314   | 333   | 312   | 312   | 369   | 448   | 551   | 789   | 997   | 1149  | 1264  | 1814  | 1913  | 1654  |
|                 | 1857. | 1869. | 1880. | 1890. | 1900. | 1910. | 1921. | 1931. | 1948. | 1953. | 1961. | 1971. | 1981. | 1991. | 2001. | 2011. | 2021. |

## Uprava
Sjedište općinske uprave nalazi se u sklopu novog mjesnog doma u Gornjoj Vrbi. U Općinskom vijeću prema rezultatima izbora za općinsko vijeće održanim 19. svibnja 2013.: 
Lista grupe birača Ivan Vuleta : 5 vijećnika
Koalicija HDZ-SU: 4 vijećnika,
SDP: 2 vijećnika,
HSS: 1,
HDSSB: 1,
Za načelnika općine u drugi krug su prošli Ivan Vuleta i Niko Pavić u drugom krugu koji se održao 02. lipnja 2013. godine uvjerljivo je pobijedio Ivan Vuleta sa 67 % glasova.

## Povijest

### Prapovijest
U okolici Slavonskog Broda najstariji nalazi ljudske prisutnosti sežu u vrijeme starijeg neolitika (mlado kameno doba – 8000 godina starosti). Tako su na lokalitetu Saloš kod Donje Vrbe otkrivene metalurške radionice u ostacima naselja badenske kulture.

### Seoba Šokaca
Gornja i Donja Vrba naseljavali su Šokci bježeći od najezde Turaka tijekom 16. i 17. stoljeća. Šokci tada postaju čuvari granice prema Turskoj Bosni – i dobivaju nadimak graničari. Šokci, Hrvati se uglavnom bave poljoprivredom i šumarstvom. 

### Vrbske žrtve
Nakon raspada Austrijsko-ugarske monarhije i uspostave Prve Jugoslavije seljaci Brodskog Posavlja, među njima i Vrbljani bune se protiv srpskog terora. Vrbljani postaju pristaše Stjepana Radića i HSS dobiva gotovo sve glasove autohtonog stanovništva. 
Dana 20. veljače 1935. srpski žandari ubiju šest seljaka iz Gornje Vrbe i Ruščice, koji su prosvjedovali protiv srpskog terora i ubojstva seljaka u Sibinju (Sibinjske žrtve) koji se dogodio dan prije. Taj događaj poznat je kao Vrbske žrtve. U njihovu spomen na gradskom groblju Slavonskog Broda postavljena je 1938. zajednički grobnica. Početkom 90tih glavna ulica koja prolazi kroz Gornju Vrbu i spaja grad Slavonski Brod sa susjednim selom Ruščićom (općina Klakar) dobiva naziv ulica Vrbskih žrtava.

## Gospodarstvo
U općini Gornja Vrba pretežito su zastupljena obiteljska poljoprivredna domaćinstva. Većina stanovnika radi u susjednom Slavonskom Brodu. 
Prostornim planom uređenja općine Gornja Vrba stvorena je Sjeverna gospodarska zona općine Gornja Vrba. Jedna je od 12 gospodarskih zona u Brodsko-posavskoj županiji. 
Ova je poduzetnička zona potpuno u funkciji s potrebnom infrastrukturom. U njoj se nalaze niz tvrtki i trgovačkih centara. Najveće tvrtke su: Boxmark-Leather, autokuće WET Ćirić, Mercedes Benz i Auto Zubak, Naš dom, MD profil i Fis, Projektgradnja, Kamengradnja, Kamen Plehan, Asfalti, Cestar te betonare Krešimir i TBG beton. Unutar općine nalazi se i trgovački veleprodajni centar Velpro.
Zbog dolaska velikih poduzeća na prostor općine općinski proračun se iz prihoda od komunalne naknade i općinskog poreza zadnjih godina znatno povećao. Ukupne investicije u općinsku i poslovnu infrastrukturu prelazi više od 50 milijuna kuna, a najveći projekti su:
- za javnu rasvjetu u naseljima i poslovnoj zoni 5,3 milijuna kuna,
- za obnova lokalnih cesta u selima Donja i Gornja Vrba 10,1 milijuna kuna,
- vodoodvodnja naselja 20,0 milijuna kuna
- vodoodvodnja i vodoopskrba poslovne zone 12,0 milijuna kuna.

## Poznate osobe
- fra Antun Bačić (* oko 1690. Vrba kod Broda, † 1758. Našice), nakon studija bogoslovije u Italiji bio hrvatski pisac i provincijal franjevačke provincije Bosne Srebrene 1754. – 1757.[8] Napisao knjigu Istina katoličanska.
- Ana Titlić, hrvatska rukometašica, osvajačica srebrne medalje na Olimpijskim igrama u Moskvi 1980., osvojila i zlatne medalje na SP u Jugoslaviji 1973. i Mediteranskim igrama u Splita 1979. .

## Obrazovanje
Na području općine Gornja Vrba djeluju dvije Osnovne škole sa statusom područne škole. U selu Gornja Vrba to je područna škola "Vladimir Nazor", a u selu Donja Vrba područna škola "Ivan Goran Kovačić".

## Šport
- NK Omladinac Gornja Vrba

Nogometni klub Omladinac Gornja Vrba sportska je udruga duge povijesti, osnovan 1954 godine na inicijativu skupine ljubitelja nogometa, NK Omladinac dugi niz godina predstavlja središte razvoja sporta i sportske kulture u mjestu Gornja Vrba. Tijekom godina bilo je uspona i padova u radu kluba koji se ipak uspio održati i nastaviti s ostvarenjem svog temeljnog cilja – razvoj amaterskog sporta i rad s mladima na širem području Općine Gornja Vrba.
NK Omladinac okuplja velik broj igrača koji se natječu sljedećim kategorijama: pioniri, juniori, seniori i veterani. Organizacija kluba postavljena je kroz tri cjeline; skupština kluba, Upravni odbor, operativni dio (treneri i igrači).
Dana 01. kolovoza 2011. održana je izvanredna skupština kluba na kojoj je donesen novi statut kluba i izabrano novo vodstvo kluba. Upravni odbor je cjelina koja operativno vodi klub, sastoji se od 4 sektora i ima 13 članova, predsjednik je Ivan Vuleta, potpredsjednik je Mijo Stojanac, tajnik Ilija Kraijnović, blagajnik Pero Pavić.

## Vanjske poveznice
- Službene internet stranice Općine Gornja Vrba